# Нуволера
Нуволера (итал. Nuvolera) — коммуна в Италии, в провинции Брешиа области Ломбардия.
Население составляет 3683 человека, плотность населения составляет 283 чел./км². Занимает площадь 13 км². Почтовый индекс — 25080. Телефонный код — 030.
Покровителем коммуны почитается священномученик Лаврентий, празднование 10 августа.